# Ecuador en los Juegos Olímpicos de Río de Janeiro 2016
Ecuador estuvo representado en los Juegos Olímpicos de Río de Janeiro 2016 por un total de 37 deportistas, 22 hombres y 15 mujeres, que compitieron en 12 deportes.
La portadora de la bandera en la ceremonia de apertura fue la yudoca Estefania García. El equipo olímpico ecuatoriano no obtuvo ninguna medalla en estos Juegos.